# Wilfrido Verduga
Enrique Wilfrido Verduga (Chone, 19 januari 1964) is een voormalig Ecuadoraans profvoetballer, die speelde als middenvelder gedurende zijn loopbaan.

## Clubcarrière
Verduga kwam uit voor Club Sport Emelec en Club Social y Deportivo Audaz Octubrino. Met Emelec werd hij driemaal landskampioen van zijn vaderland Ecuador.

## Interlandcarrière
Verduga, bijgenaamd Flaco, speelde in totaal twaalf interlands voor Ecuador. Onder leiding van de Uruguayaanse bondscoach Luis Grimaldi maakte hij zijn debuut op 2 april 1987 in de vriendschappelijke wedstrijd tegen Cuba, die eindigde in een 0-0 gelijkspel.
| Interlands van Wilfrido Verduga voor Ecuador | Interlands van Wilfrido Verduga voor Ecuador | Interlands van Wilfrido Verduga voor Ecuador | Interlands van Wilfrido Verduga voor Ecuador | Interlands van Wilfrido Verduga voor Ecuador | Interlands van Wilfrido Verduga voor Ecuador |
| №                                            | Datum                                        | Wedstrijd                                    | Uitslag                                      | Competitie                                   |                                              |
| Als speler van Club Sport Emelec             | Als speler van Club Sport Emelec             | Als speler van Club Sport Emelec             | Als speler van Club Sport Emelec             | Als speler van Club Sport Emelec             | Als speler van Club Sport Emelec             |
| -------------------------------------------- | -------------------------------------------- | -------------------------------------------- | -------------------------------------------- | -------------------------------------------- | -------------------------------------------- |
| 1                                            | 2 april 1987                                 | Ecuador – Cuba                               | 0 – 0                                        | Vriendschappelijk                            |                                              |
| 2                                            | 15 april 1987                                | Peru – Ecuador                               | 0 – 1                                        | Vriendschappelijk                            |                                              |
| 3                                            | 29 januari 1989                              | Ecuador – Chili                              | 1 – 0                                        | Vriendschappelijk                            |                                              |
| 4                                            | 15 maart 1989                                | Brazilië – Ecuador                           | 1 – 0                                        | Vriendschappelijk                            |                                              |
| 5                                            | 13 april 1989                                | Ecuador – Argentinië                         | 2 – 2                                        | Vriendschappelijk                            |                                              |
| 6                                            | 20 juni 1989                                 | Peru – Ecuador                               | 2 – 1                                        | Vriendschappelijk                            |                                              |
| 7                                            | 3 september 1989                             | Ecuador – Colombia                           | 0 – 0                                        | WK-kwalificatie                              |                                              |
| 8                                            | 24 september 1989                            | Ecuador – Paraguay                           | 3 – 1                                        | WK-kwalificatie                              |                                              |
| 9                                            | 24 mei 1995                                  | Schotland – Ecuador                          | 2 – 1                                        | Kirin Cup                                    |                                              |
| 10                                           | 28 mei 1995                                  | Japan – Ecuador                              | 3 – 0                                        | Kirin Cup                                    |                                              |
| 11                                           | 4 juni 1995                                  | Ecuador – Zambia                             | 4 – 1                                        | Korea Cup                                    |                                              |
| 12                                           | 10 juni 1995                                 | Ecuador – Costa Rica                         | 2 – 1                                        | Korea Cup                                    |                                              |

## Erelijst
Club Sport Emelec
- Campeonato Ecuatoriano

1988, 1993, 1994